# Belén Marrero
Belén Margarita Marrero Borjas (Cabimas, estado Zulia, Venezuela; 25 de junio de 1958) es una actriz, animadora, ex reina de belleza y locutora venezolana.

## Biografía
Marrero es la única mujer de cuatro hermanos. La carrera artística de Belén comenzó con las telenovelas en que participó en roles protagónicos entre los años 1985 y 2007. Paralelamente al mundo artístico, Belén ha estudiado y desarrollado técnicas espirituales por más de 20 años. Como conferencista ha viajado a países como Panamá, España, Estados Unidos de América y el Caribe para impartir sus conocimientos en el área espiritual y como terapista. Actualmente Belén Marrero vive en Miami, Florida (EE. UU.).

## Trayectoria artística
En 1980 participó en el certamen de belleza Miss Maja Internacional representando a Venezuela donde figuró como ganadora. A partir de allí incursiona en Radio Caracas Televisión como animadora del programa Fantástico junto a Guillermo González Regalado y Judith Castillo. Posteriormente fue contactada por productores de TV para participar en las telenovelas y diversos programas de televisión y radio.

## Telenovelas, Programas de TV y Radio
| Año       | Dramático                                 | Rol                                  | Canal      |
| --------- | ----------------------------------------- | ------------------------------------ | ---------- |
| 1985      | Adriana                                   | Antonieta                            | RCTV       |
| 1986      | Atrévete                                  | Sandra Moretti                       | RCTV       |
| 1987      | Los Diamantes de la muerte                | Belinda                              | RCTV       |
| 1988      | Para toda la vida                         | Irma Álvarez                         | Venevisión |
| 1989-1990 | Paraíso                                   | Fedora Fortunato                     | Venevisión |
| 1990-1991 | Adorable Mónica                           | Pierina                              | Venevisión |
| 1991-1992 | Bellísima                                 | Sara                                 | Venevisión |
| 1993-1994 | Amor de Papel                             | Verónica Robertstein                 | Venevisión |
| 1994      | La hija del presidente                    | Adriana Sarabia "Muñeca"             | Marte TV   |
| 1995-1996 | Dulce enemiga                             | Minerva Cardozo                      | Venevisión |
| 2002-2003 | Mi gorda bella                            | Camelia "La muñeca" Rivero de Lorenz | RCTV       |
| 2007      | Mi prima Ciela                            | Bernarda Urdaneta                    | RCTV       |
| 1980-1985 | Fantástico - Animadora                    | RCTV                                 |            |
| 1984      | Hoy Magazine - Conductora                 | RCTV                                 |            |
| 1984      | Estudio 30 – Conductora                   | RCTV                                 |            |
| 1984      | Musicalísimo - Conductora                 | RCTV                                 |            |
| 1991      | Anima Sola - Conductora                   | Venevisión                           |            |
| 1992      | Atraco - Presentadora                     | Venevisión                           |            |
| 1992      | Al filo de la muerte - Conductora         | Venevisión                           |            |
| 1993      | Locura de amor - Conductora               | Venevisión                           |            |
| 1993      | Héroes Anónimos - Conductora              | Venevisión                           |            |
| 1994      | Madre María de San José - Conductora      | Venevisión                           |            |
| 1998      | La ruta de Belén - Conductora             | Marte TV                             |            |
| 1999      | La ruta a Avalón - Conductora             | Venevisión                           |            |
| 2007      | La Energía y tú - Conductora              | Venevisión - Melodía Estéreo FM      |            |
| 2016-2017 | Astros y estrellas con Belén - Conductora | El Venezolano TV                     |            |

## Teatro
- Una Ex Super 4x4 Productora: Belén Marrero, EE. UU. y Venezuela, 2013-2017
- Tu Madre Productor: Pedro Pablo Porras, EE. UU., 2017